# سهری
سهری، روستایی است از توابع بخش مرکزی شهرستان آمل در استان مازندران ایران.
این روستا در گذشته به دلیل ناحیه جغرافیایی ،  در بخش چسمتان قرار داشته است . 

## جمعیت
این روستا در دهستان بالا خیابان لیتکوه  قرار داشته و براساس آخرین سرشماری مرکز آمار ایران که در سال ۱۳۸۵ صورت گرفته، جمعیت آن  ۹۱ نفر (۲۲ خانوار) بوده‌است.